# ألبرت ويبر (رسام)
ألبرت ويبر (و. 1957  م) هو رسام، وفنان سويسري، ولد في شافهاوزن.